# Henry VIII (2003)
Henry VIII ist ein britisches Fernsehfilmdrama in zwei Teilen aus dem Jahr 2003 unter Regie von Pete Travis über den charismatischen König Henry VIII. und seine sechs Frauen, mit großem englischen Staraufgebot. Darunter Ray Winstone, Helena Bonham Carter, Sean Bean und Emily Blunt.

## Handlung
Die Story folgt der Biografie des legendären Königs Heinrich VIII. (Henry Tudor), des Tyrannen und Frauenhelden, der England in seiner 38-jährigen Regierungszeit in tiefe Krisen stürzte und für immer veränderte. Von dem Moment an, da Henry seine vertrauensvolle Gattin, Katharina von Aragón, für die bezaubernde, willensstarke Anne Boleyn fallen lässt, begibt er sich auf einen verhängnisvollen Pfad, der ihn in immer neue Ehen führte. Ein gewaltsamer Konflikt spaltet unter seiner Regierung die englische Bevölkerung und ihre Kirche und lässt das Land taumeln, während sich ihr facettenreicher charismatischer König vom stattlichen Charmeur zum verbitterten Potentaten wandelt, der verzweifelt auf die Geburt eines Thronerben hofft.

## Produktion
Angekündigt wurde die Produktion erstmals im Jahr 2001, mit Alan Bleasdale als Drehbuchautor. Granada Television konnte das benötigte Budget nicht aufbringen und suchte daher nach einem Unternehmen für die Co-Produktion. Dazu fand sich zunächst der amerikanische Sender CBS. Allerdings forderte der Sender, dass man Schauspielerin Helena Bonham Carter durch Sarah Michelle Gellar ersetzte und die Stimmen aller Schauspieler mit amerikanischen Akzenten synchronisiere. Granada Television lehnte die Anforderungen ab und erhielt stattdessen Unterstützung von Powercorp, WGBH Boston und der Australian Broadcasting Corporation. Das Endbudget betrug 5,2 Millionen Pfund.
Drehbuchautor Bleasdale schrieb ursprünglich eine Anfangssequenz, in der Henry VIII. dem Teufel in der Hölle begegnet. Dem Vorsitzenden des britischen Senders ITV, der den Zweiteiler erstmals ausstrahlte, missfiel diese Idee und er wollte, dass Bleasdale den Anfang umschrieb. Daraufhin verließ dieser die Produktion und Peter Morgan (Die Queen, Die Schwester der Königin) wurde als neuer Autor engagiert.
Die Dreharbeiten fanden in den Pinewood Studios statt.

## Auszeichnungen
- 2004: Einen Emmy Award in der Kategorie Bester TV-Film/Miniserie